# Бутано-сомалийские отношения
Бутано-сомалийские отношения — двусторонние международные отношения между Королевством Бутан и Федеративной Республикой Сомали. Дипломатические отношения никогда не устанавливались.

## Сравнительная характеристика
|                  | Бутан                        | Сомали                          |
| ---------------- | ---------------------------- | ------------------------------- |
| Население        | 787 424 человек              | 11 031 386 человек              |
| Площадь          | 38 394,0 квадратный километр | 637 657±1 квадратный километр   |
| Часовой пояс     | UTC+6:00, Бутанское время    | UTC+3:00, Африка/Могадишо       |
| Столица          | Тхимпху                      | Могадишо                        |
| Форма правления  | конституционная монархия     | федеративная республика         |
| Официальный язык | дзонг-кэ                     | сомалийский язык, арабский язык |
| Основная религия | буддизм                      | ислам                           |
| Дата основания   | 8 августа 1949 год           | 1960 года                       |

## История
Бутан и Британское Сомали исторически были протекторатами Британской империи. Сомали, будучи непостоянным членом Совета Безопасности в 1971 году, поддержал резолюцию Совета Безопасности ООН 292 и выступил за принятие Бутана в члены ООН:

Правительство Сомали приветствует заявление Королевства Бутан о приеме в члены Организации Объединенных Наций. Это заявление знаменательно еще и тем, что оно исходит от страны, народ которой на протяжении многих столетий сохранял национальную независимость и столь успешно вел свои дела, что смог развить тесные и дружественные отношения со своими соседями, о чем свидетельствуют традиционные узы, связывающие Бутан и Индию. Правительство Сомали считает, что все государства, большие или малые, могут внести важный вклад в решение политических, социальных и экономических проблем, вызывающих озабоченность во всем мире. Правительство Сомали познало также на опыте, что в нашем взаимозависимом мире становится все труднее для любого государства решать свои собственные проблемы, находясь в изоляции от международного сообщества. Вот почему мы считаем, что вступление Бутана в Организацию Объединенных Наций принесет взаимную пользу как этому государству, так и нашей Организации. В силу этого Демократическая Республика Сомали считает одновременно удовольствием и высокой честью для себя то, что она смогла поддержать единогласное решение Совета Безопасности рекомендовать Генеральной Ассамблее принять Бутан в члены Организации Объединенных Наций— Сомалийский посол Фаррах
В 2012 году бутанский премьер-министр Джигме Йосер Тинлей встретился с премьер-министром Сомали Абдивели Мохамед Али на 67-й сессии Генеральной Ассамблеи Организации Объединенных Наций, где они обсудили укрепление двусторонних отношений и потенциальные направления сотрудничества. Сотрудничество в ООН было одной из тем, которые обсуждались. 8 августа 2012 года бутанская газета «The Bhutanese» опубликовала статью, в которой заявлялось, что если будет цензура СМИ, то Бутан в конечном счете станет похожим на Сомали. 
Бутан не признаёт независимость Сомалиленда, непризнанного государства, и считает его частью Сомали. 
Кесанг Чоден, бутанский политик, работала специалистом по операциям ООН в Сомали, а также в течение семи лет занимала должность руководителя операций в отделении ПРООН в Бутане.
Обе страны входят во многие международные организации, среди них: Продовольственная и сельскохозяйственная организация ООН, G-77, Международный банк реконструкции и развития, Международная организация гражданской авиации, Интерпол, Международный олимпийский комитет, Межпарламентский союз, Международная организация спутниковой телекоммуникации, Международный союз электросвязи, Движение неприсоединения, ООН, ЮНКТАД, ЮНЕСКО, Всемирная организация здравоохранения, Всемирная организация интеллектуальной собственности, Всемирная метеорологическая организация.

## Беженцы
Обе страны испытывают значительные проблемы с беженцами, которые пополняют ряды своих общин в американских городах Колумбус, Кларкстон и другие. Между общинами иногда случаются конфликты. Сомалийская ассоциация общины банту округа Онондага оказывает услуги помощи также беженцам из Бутана. 
Отмечается их схожесть: беженцы имеют чаще работу, связанную с сельским хозяйством; как правило, неграмотные; представляют собой этническими меньшинства, которые подвергались жестоким преследованиям со стороны правительства, и оба были вынуждены столкнуться с трудностями при переезде США.

## Торговые отношения
На момент 2022 года, согласно статистическим данным торгового отделения Организации Объединённых Наций, торговля никогда не велась между странами.

## Визовая политика
- Подданным Бутана для посещения Сомали требуется виза. Кроме того, власти Сомалиленда не признают сомалийские визы, поэтому для них требуется отдельная виза, которую бутанцы могут получить через соответствующие дипломатические миссии Сомалиленда в таких странах (городах), как Великобритания (Лондон), ОАЭ, Кения (Найроби), Эфиопия (Аддис-Абеба), Джибути и т. д. Сомалиленд относит бутанцев к категории «B» — людям, которым виза по прибытии не разрешена[19].
- Гражданам Сомали требуется виза, которую необходимо получить до поездки в Бутан. Визы обрабатываются через онлайн-систему лицензированным бутанским туроператором напрямую или через иностранное туристическое агентство. Посетитель должны отправить фото паспорта туроператору, который затем подаст заявление на получение визы. Виза будет обработана Советом по туризму Бутана после полной оплаты (включая визовый сбор в размере 40 долларов США). После получения визовое разрешение будет обработано в течение 72 рабочих часов. В пункте въезда необходимо предъявить письмо о оформлении визы, после чего виза будет проштампована в паспорте[20]. Паспорта Сомалиленда не признаются[21].

## Дипломатические представительства
- Бутан не представлен в Сомали ни на каком уровне[22].
- Сомали не представлен в Бутане ни на каком уровне[23].